# Барнхаус, Рут Тиффани
Рут Тиффани Барнхаус (англ. Ruth Tiffany Barnhouse, 23 октября 1923 — 5 мая 1999), также известна под своим именем после замужества Рут Бойшер (англ. Ruth Beuscher) — американский психиатр, богослов и епископальный священник. Наиболее известна как психиатр Сильвии Плат, она переписывалась с ней с тех пор, как они встретились в больнице Маклина в Белмонте, штат Массачусетс, после срыва Плат в 1953 году. Хотя Плат уничтожила большую часть их писем, осталось четырнадцать от Плат к Барнхаус (не считая двух от Барнхаус к Плат в документах Сильвии Плат в Смит-колледже).

## Ранние годы
Барнхаус родилась у американских родителей недалеко от Гренобля, Франция, в 1923 году. Семья переехала в Филадельфию, когда ей было два года. Её отец, Дональд Грей Барнхаус, работал преподавателем в Пенсильванском университете и был пастором Десятой пресвитерианской церкви в Филадельфии с 1927 по 1960 год. Рут обучалась на дому у своей бабушки Тиффани, чей покойный муж приходился дальним родственником основателю Tiffany & Co. Обладая высоким IQ, Барнхаус была допущена в Вассарский колледж в четырнадцать и зачислена в шестнадцать лет. Тем временем она встретила своего первого мужа, Фрэнсиса С. Эдмондса-младшего, на религиозном ретрите. Фрэнсис окончил Принстонский университет в 1940 году. Они сбежали в 1941 году после того, как её отец запретил им жениться. Вскоре после этого она пожалела о своём браке, но не решалась расторгнуть его, потому что была беременна. В 1943 году она родила второго ребёнка. В 1944 году, в возрасте двадцати одного года, Рут поступила в Барнардский колледж, где получила степень бакалавра, и продолжила обучение в Медицинской школе Колумбийского университета, где получила степень доктора медицины. Она ушла от Фрэнсиса к концу первого года обучения в Барнарде. Он, в то время врач, взял на себя полную ответственность за детей. Его родители заботились о детях до развода, и он снова женился в 1947 году. Развод и опека над детьми были темами, которые Барнхаус позже обсуждала в своих письмах к Плат.
После развода она встретила Уильяма Бойшера, своего сверстника в Колумбийском университете, который также продолжил резидентуру по психиатрии в Маклине. Они поженились и у них родилось пять детей, но позже она развелась с ним, сославшись на эмоциональное насилие и алкоголизм.
Еще будучи штатным психиатром, Барнхаус стала участвовать в делах епископальной церкви в своём городе. Она поступила на неполный день в Уэстонский теологический колледж в Кембридже, штат Массачусетс, и перевелась на полный день в 1973 году, чтобы получить степень магистра богословия. Однако после того, как Епископальная церковь разрешила рукоположение женщин в 1976 году, она была рукоположена в диакона в 1978 году и священника в 1980 году. Затем она преподавала в Школе теологии Перкинса Южного методистского университета.

## Переписка с Сильвией Плат
В 1953 году, когда она работала психиатром в больнице Маклина, у неё завязались отношения с Плат, которая была тогда в студенческом возрасте. Позже, когда Плат опубликовала «Под стеклянным колпаком», Барнхаус перевоплотилась в персонажа доктора Нолан, психиатра главного героя во время её пребывания в психиатрической больнице. По словам Барнхаус, Плат была одной из её первых пациенток. Они оставались на связи ещё долгое время после того, как Плат ушла из больницы Маклина, вплоть до одной недели до смерти Плат.
В начале четырнадцати писем, сохранившихся в колледже Смита, Плат обсуждает свою беременность и писательскую карьеру её и мужа Теда Хьюза, размышляя о том, как она будет поддерживать свою творческую жизнь, будучи матерью. Однако тон становится менее оптимистичным, когда она описывает свои подозрения по поводу романа Теда. Барнхаус (в письмах Плат упоминается как «доктор Бойшер») поручает Плат нанять хорошего адвоката и не пускать Теда в её постель и в её дом.

## Публикации
- Plath, Sylvia. The Bell Jar. Harper, 2013.
- Plath, Sylvia. The Letters of Sylvia Plath: Volume I, 1940–1956. Edited by Peter K. Steinberg and Karen V. Kukil, Harper, 2017.
- Plath, Sylvia. The Letters of Sylvia Plath: Volume II, 1956–1963. Edited by Peter K. Steinberg and Karen V. Kukil, Harper, 2018.
- Plath, Sylvia. The Unabridged Journals. Edited by Karen V. Kukil, Anchor, 2000.
- Barnhouse, Ruth Tiffany and Holmes, Urban T.[англ.], ed., Male and Female: Christian Approaches to Sexuality, Seabury Press, 1976.